# Finimenti
I finimenti sono gli accessori fatti indossare ai cavalli impiegati come animali domestici o per praticare l'equitazione. Ne fanno parte la sella, le staffe, la testiera, la cavezza, le redini, il morso, le imbragature, le martingale e i pettorali.

## Selle

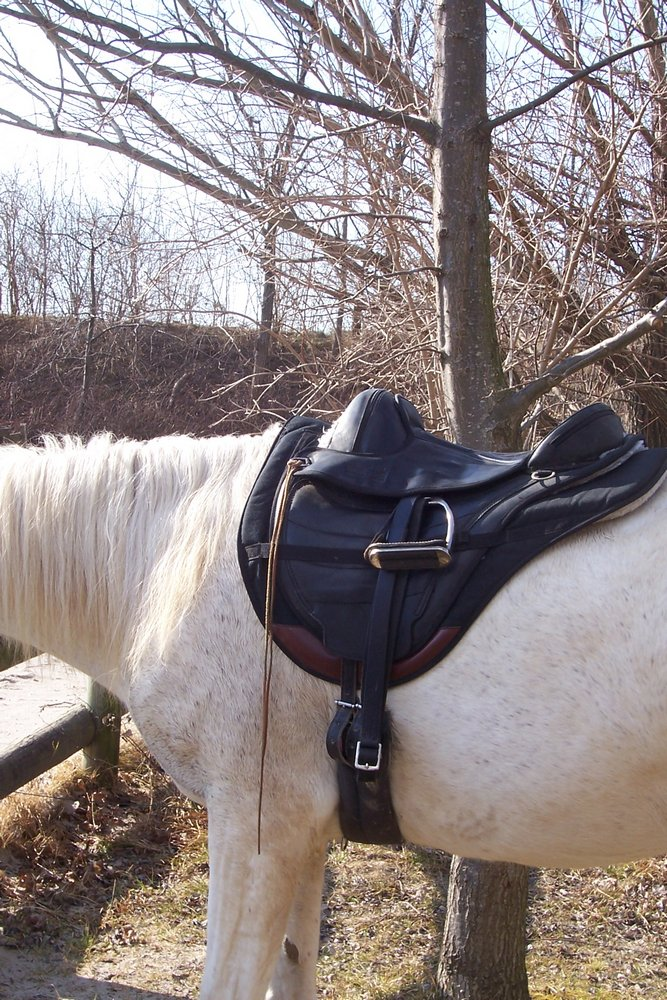
Una moderna sella senza anima rigida (treeless saddle), multifunzione o da endurance

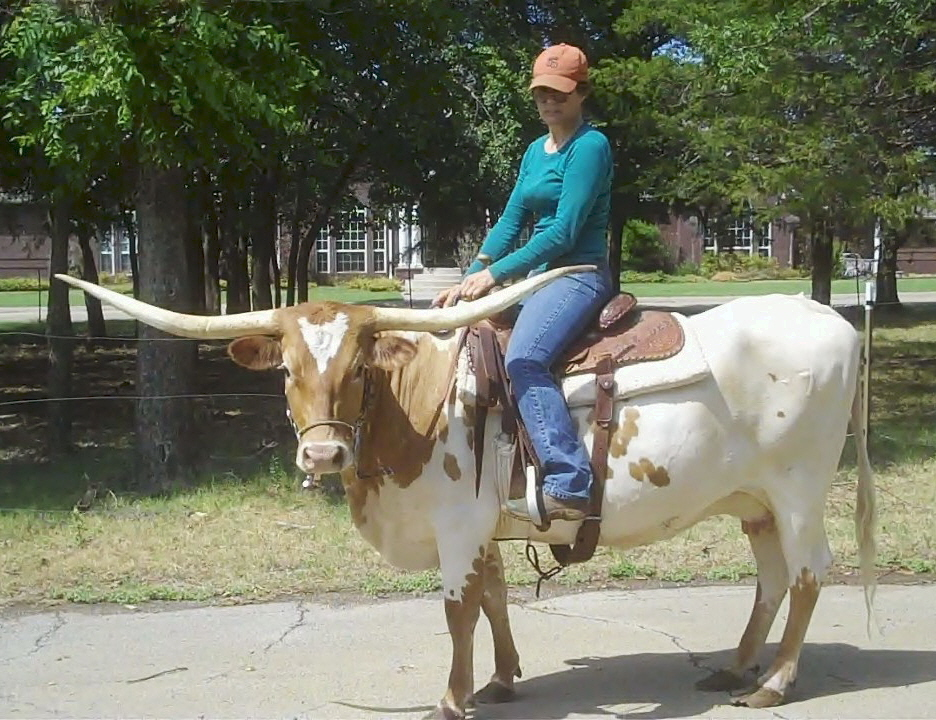
Longhorn del Texas montato con sella western

Le selle sono le sedute per il cavaliere, fissate alla schiena del cavallo mediante un sottopancia, una larga cinghia che circonda il torace del cavallo a circa dieci centimetri dagli arti anteriori. Alcune selle western da lavoro hanno anche una seconda cinghia, detta flank cinch, che fissa la parte posteriore della sella e circonda il punto più largo del ventre.
La sella deve essere comoda sia per il cavaliere che per il cavallo; la misura sbagliata può causare dolore al cavallo e fiaccarlo, e può esporre a incidenti il cavallo, il cavaliere o entrambi.
Vi sono molti tipi di selle, ognuna progettata per un compito specifico.
In genere si suddividono in due categorie principali: le selle inglesi e le selle western, a seconda della disciplina in cui sono usate. Altri tipi di selle, come quelle da corsa, le selle australiane, e le selle da endurance non appartengono a nessuna di queste due categorie.
- Sella inglese
- sella wade
- sella spagnola
- sella araba
- bardella maremmana
- scafarda
- sella ducale fiorentina
- sella portoghese
- Sella da salto
- Sella da corsa
- Sella da dressage
- Sella da Polo
- Park Saddle
- Sella da presentazione
- Sella multiuso
- Sella da Endurance
- Sella da Trekking
- Sella western
- Sella da Roping
- Sella da Barrel Racing
- Sella da Pleasure
- Sella da Cutting
- Sella da Reining
- Sella alla amazzone
- Sella alla amazzone inglese
- Sella alla amazzone western
- Sella militare
- Sella australiana

Tutte queste selle dispongono di un'anima rigida interna (tree in inglese). 
Nuovi tipi di selle, chiamate selle "treeless", ne sono prive e sono pertanto flessibili sia in senso anteroposteriore che in senso laterale. Si usano in particolare per il trekking e per l'endurance. 
Un altro tipo, sempre per endurance e trekking, ha un fusto cavo "a serbatoio" ottenuto tramite stampaggio rotazionale. Grazie alla plastica usata, che si distingue per la giusta elasticità e memoria, questo distribuisce il peso del cavaliere su tutta la superficie d'appoggio ed evita che si scarichi solo in alcuni punti. L'armoniosa distribuzione del peso durante l'uso, che per l'endurance ed il trekking può protrarsi per molte ore, è di fondamentale importanza, come anche un giusto passaggio d'aria tra la sella e la schiena del cavallo per una buona traspirazione, garantito dalla particolare forma di questa sella. Il fusto cavo permette di appesantirla se il cavaliere partecipa a gare di endurance che prevedono un peso minimo obbligatorio (70 o 75 kg), senza per questo cambiare il bilanciamento e la distribuzione del peso della sella stessa. Il sistema di allaccio è su quattro punti, per consentire un fissaggio più stabile ed una minore pressione di serraggio sul torace del cavallo.
Nel 2025 a Yunghai è stata rinvenuta la più antica sella del mondo risalente a 2700 anni fa.

## Staffe

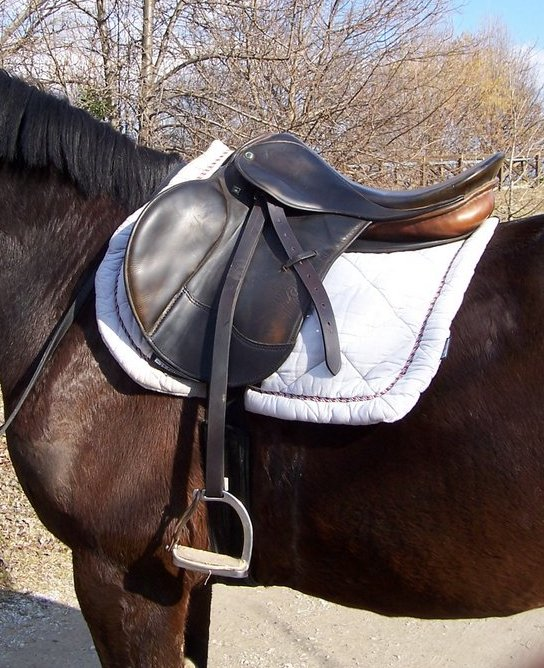
Sella inglese. Notare le staffe di sicurezza (con chiusura ad elastico)

Le staffe sono gli appoggi per i piedi dei cavalieri. Sono degli anelli, normalmente in metallo, a fondo piatto, che pendono ai lati della sella e permettono di infilarci i piedi. La staffa fu inventata in India nel II secolo d.C. (forse anche prima); fu introdotta in Europa nell'Alto medioevo dagli Avari, popolo della steppa che occupò l'attuale Ungheria al tempo in cui essa fu abbandonata dai Longobardi.
In campo militare costituisce la più importante delle innovazioni perché garantisce maggior stabilità e permette movimenti più complessi; ad esempio, assieme alla resta che agganciava la lancia all'armatura del cavaliere, è possibile caricare il nemico al galoppo e colpirlo con tutta la forza senza essere disarcionati dalla forza dell'impatto.
Grazie a questa nuova tecnica la cavalleria pesante divenne il reparto più temuto degli eserciti medievali.
Forme più primitive di staffa vengono comunque documentate anche presso i popoli della Sarmazia e durante le invasioni barbariche. Al tempo stesso, però, le staffe sono pericolose perché il piede può incastrarvisi quando il cavaliere è stato disarcionato. Per evitarlo, sono state sviluppate in età moderna staffe di sicurezza, con una forma tale che il piede del cavaliere può scivolarvi fuori facilmente, o chiuse da un lato con un elastico in gomma, e agganci di sicurezza per gli staffili, che permettono il distacco degli stessi dalla sella in caso di incidente.
Inoltre esistono staffe con scaletta, cioè composte da due elementi: il primo è la staffa normale, alla quale è agganciato un secondo elemento che si ripiega su di essa e può essere abbassato per facilitare la salita a cavallo.

## Testiere e cavezza

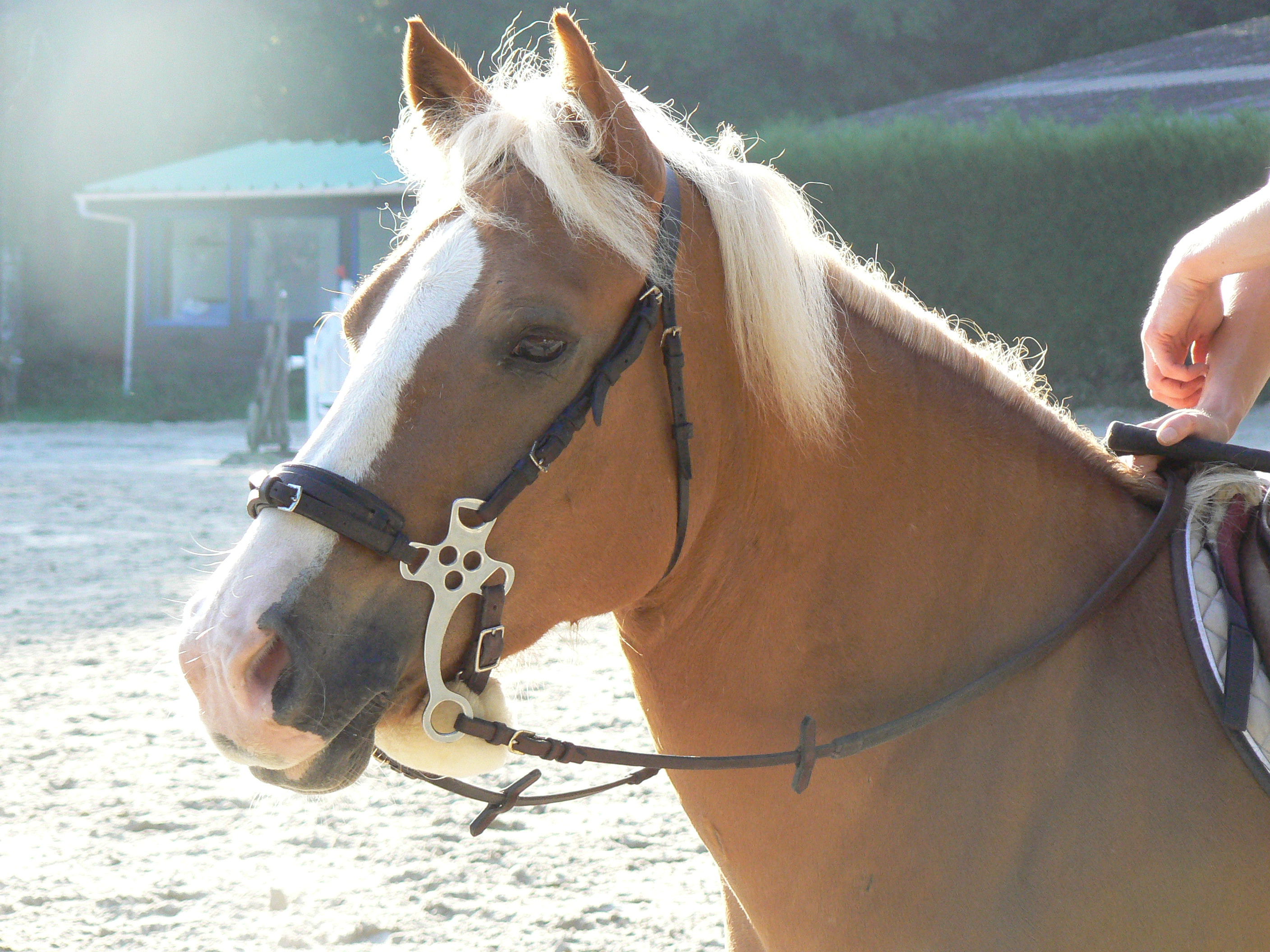
Testiera hackamore

La testiera è un oggetto di collegamento con il cavallo che comprende un'imboccatura (a volte due). Le cavezze invece non hanno imboccatura, hanno un uso più generico, e sono in genere fornite di attacchi per condurre il cavallo (in particolare, il cavallo da soma) o per legarlo. Lo hackamore è un tipo di testiera senza imboccatura usata per l'addestramento dei cavalli giovani, o per risparmiare la bocca di un cavallo addestrato. Gli hackamore e i bosal sono in genere utilizzati nella monta western.
Le testiere utilizzate nella monta inglese hanno una cavezzina; le testiere western in genere ne sono prive.
Le briglie doppie usano contemporaneamente due imboccature. Le due imboccature consentono al cavaliere un controllo molto accurato del cavallo; in genere solo cavalli molto addestrati e cavalieri molto abili usano le briglie doppie, previste per il dressage ad alto livello, ed utilizzate anche nelle presentazioni.
Il capezzone è un tipo di cavezza speciale, utilizzato per lavorare il cavallo alla corda. Questo lavoro consiste nel mandare il cavallo al passo, al trotto o al galoppo in un ampio cerchio attorno all'istruttore. Si esegue per l'addestramento e per l'allenamento del cavallo.

## Redini
Le redini (o briglie) consistono in bretelle, strisce di cuoio o tratti di corda attaccate alle estremità dell'imboccatura e impugnate dal cavaliere o dal guidatore. Sono il mezzo con il quale il cavaliere o il guidatore comunicano i comandi direzionali alla testa del cavallo. La trazione sulle redini può essere usata per rallentarlo o fermarlo. Gli angoli della bocca del cavallo sono sensibili, perciò la trazione sulle redini agisce sull'imboccatura, che a sua volta agisce lateralmente sulla testa del cavallo, e in questo modo esso viene controllato.
Alcuni tipi di imbragatura possono avere anelli di supporto che guidano le redini sul dorso.
Quando un carro coperto o pesante viene tirato da pariglie di cavalli, generalmente le redini sono connesse all'estremità esterna delle imboccature di ognuna delle pariglie, mentre le estremità interne delle imboccature sono connesse a ponte fra loro da una striscia di cuoio o da una corda.
Una redine può essere attaccata a una cavezza per condurre l'animale a mano o per guidarlo in circolo a scopo di addestramento.

## Imboccature

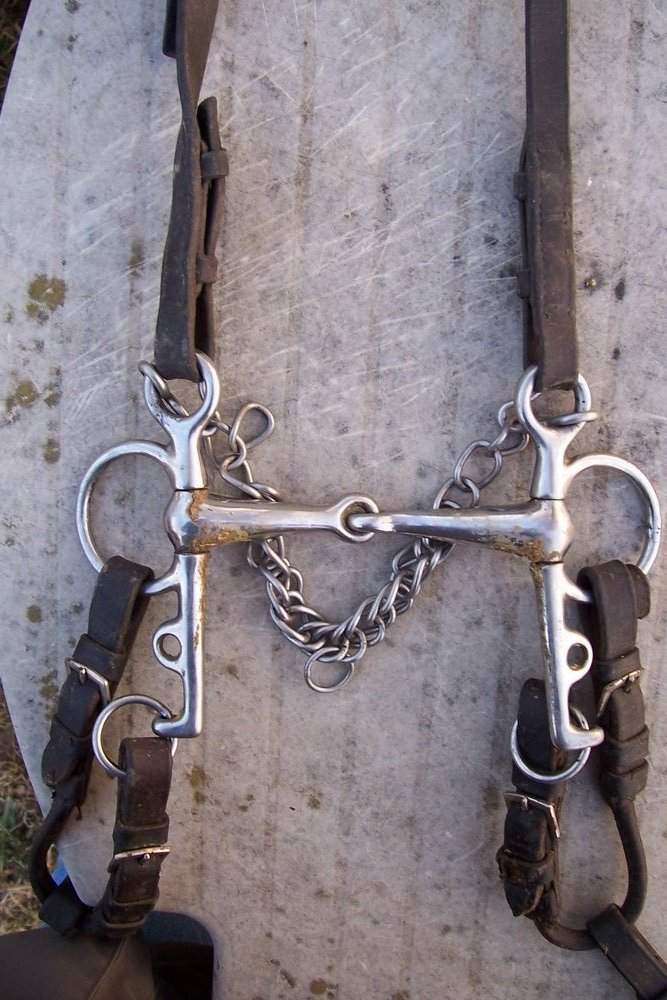
Un Pelham, utilizzato con una redine singola (notare il convertitore, costituito da un cinturino di cuoio a ponte fra i due anelli)

Un'imboccatura è un pezzo di metallo (talora di altri materiali) piazzato nella bocca del cavallo. Viene sistemata in uno spazio esistente dietro i denti anteriori, gli incisivi, e davanti ai denti posteriori, quelli masticatori. Questo spazio prende il nome di barra. Quando si dice che un cavallo "prende il morso fra i denti" significa che irrigidisce le labbra e la bocca per ignorare i segnali del cavaliere.
Le imboccature forniscono diversi gradi di comunicazione e di controllo, in base alla loro conformazione e all'abilità del cavaliere. È importante che il tipo di imboccatura sia adatta alle necessità del cavallo, che abbia la giusta misura per funzionare al meglio e che infastidisca l'animale meno possibile.
I tipi di imboccatura sono troppo numerosi per essere elencati, ma questi sono alcuni esempi:
- Morso
- Filetto
- Pelham
- Kimberwicke

Le imboccature sono fornite con diversi tipi di elemento centrale e (per i filetti) con diversi tipi di anelli. Alcuni esempi:
Elemento centrale:
- snodato, con snodo singolo
- intero
- Dr. Bristol (a doppio snodo con placca centrale)
- French mouth
- Corkscrew
- a torciglione semplice e doppio
- Waterford

Anelli:
- anello libero
- anello a D
- anello a oliva
- Full-cheek
- Baucher
- Half-cheek

Le imboccature sono progettate per agire mediante pressione e non mediante dolore. Naturalmente, nelle mani sbagliate anche la meno severa può far male al cavallo. I comandi dovrebbero essere dati solo con il più piccolo movimento delle mani. Piuttosto di girare la testa del cavallo con la forza, la direzione voluta dovrebbe essere indicata solo aumentando o riducendo la presa sulle redini. La gran parte delle indicazioni viene fornita con le gambe. Il polpaccio e l'anca spingono il corpo del cavallo in una determinata direzione, mentre l'altra gamba fa da perno e fornisce l'impulso adeguato a mantenere costante il movimento del cavallo.

## Testiere senza imboccatura

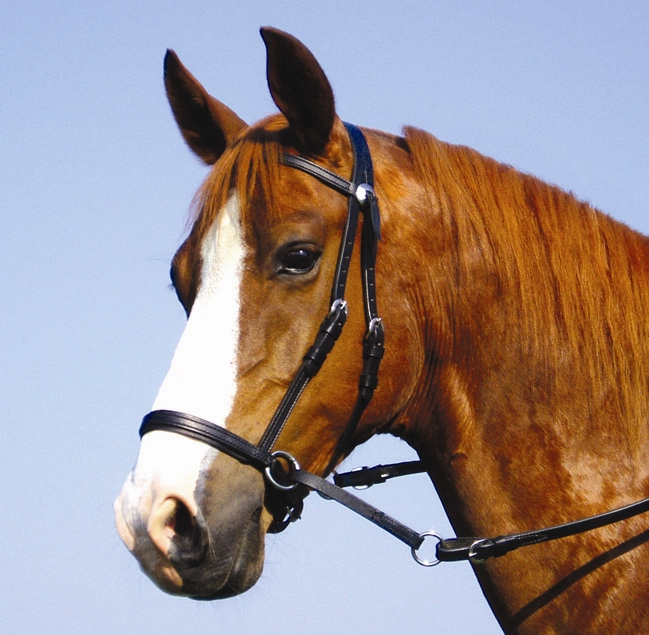
Testiera Bitless

Bitless è una parola che deriva dall'inglese "bit" (imboccatura) e "less" (senza), ovvero "senza imboccatura". Esistono alternative ai metodi tradizionali di controllo, basati sul complesso imboccatura-testiera-redini, inclusi alcuni tipi di finimenti senza imboccatura che comunque, se usati con eccessiva energia, possono causare dolore e danni fisici (come l'hackamore).
Per usare alcune nuove attrezzature non è necessario un particolare addestramento; ad esempio, è il caso delle bitless bridle, che basano la loro azione su un incrocio sotto la mandibola del cavallo delle cinghie collegate alle redini.
Altre attrezzature richiedono invece un addestramento specifico sia del cavallo, che del cavaliere, come nel caso delle cavezzine in corda, non aderenti al muso del cavallo e tenute in leggera tensione da un gancio piuttosto pesante, centrale, a cui vengono collegate una o due redini, oppure delle "neck rein", le redini a collare, in cui l'intero complesso redini-testiera-imboccatura è sostituito da un anello semirigido sistemato alla base del collo, con completa assenza di ogni contatto fra il cavaliere e qualsiasi parte della testa del cavallo. Qui è indispensabile una completa fiducia reciproca fra cavallo e cavaliere e specifiche capacità di comunicazione.
Principali testiere senza imboccatura:
Bitless bridle: creata dal dr. Cook negli anni '90 in seguito agli studi sul dolore causato dall'imboccatura condotti alla Tufts University (Massachusetts). Questa testiera viene definita "rivoluzionaria" perché agisce su vari punti della testa del cavallo abbracciandola e ha un'azione minima sul naso.
Sidepull: ha la stessa azione di una capezza, ma è più stabile. Agisce direttamente sul naso tramite anelli attaccati ai lati della capezzina.
Hackamore: generalmente ha un'azione più forte delle due testiere precedenti, perché provvista di una leva più o meno lunga. Agisce sul naso, dietro la nuca e sulla barbozza, perciò in mani inesperte potrebbe fare danni. I tipi principali:
- Hackamore tedesco
- Hackamore inglese
- Flower hackamore
- Orbitless
- LG bridle
- Natural hackamore

## Bardature
La bardatura è un complesso insieme di attrezzi e di cinghie che attaccano un cavallo a un carro, a una slitta o a un altro tipo di veicolo. Ci sono tanti tipi di imbragatura quanti sono i tipi di veicoli che possono essere attaccati a un cavallo.
Un cavallo usato solo per la trazione avrà un'imboccatura, le redini, un collare con le tirelle. Un cavallo che sostiene anche un'asta, come sui carri pesanti, avrà anche una sella che sostiene l'asta e un freno per resistere al movimento in avanti del veicolo, soprattutto nel momento di fermarsi o nei tratti in discesa. I cavalli che tirano i veicoli per mezzo di bilancieri, come nel caso dei carri coperti, degli aratri o dei carri da trasporto, avranno come minimo delle cinghie del bilanciere attaccate alla parte inferiore del collare.

## Martingala e pettorali
Una martingala è una cinghia che:
- impedisce al cavallo di sollevare la testa fino a evitare il contatto con il morso
- impedisce al cavallo di alzare la testa di scatto colpendo il cavaliere in faccia.

I tipi di martingala:
- Martingala da caccia, tra cui:

1. con un anello intorno al collo, una parte che passa fra gli anteriori del cavallo e si fissa al sottopancia, e una forchetta che si biforca davanti al petto e si collega ad ognuna delle redini, in modo che il morso faccia pressione sulle barre della bocca se il cavallo solleva troppo la testa;
2. con un anello attorno al collo, una parte che si fissa al sottopancia come il tipo precedente e un anello su ognuno dei lati dell'anello attorno al collo, o una forchetta che termina con due anelli; le redini scorrono traverso gli anelli, rendendo più facile al cavaliere di mantenere la flessione della nuca. Se è adattata correttamente, questo tipo di martingala non controlla l'innalzamento della testa del cavallo.

- Martingala fissa: simile alla precedente, ma invece di una forchetta ha una cinghia che parte dal petto e si fissa alla cinghia nasale della testiera, e che quindi non agisce sull'imboccatura. L'analogo western di questo dispositivo è il cosiddetto tie down. La martingala fissa non consente molta libertà al cavallo, cosa che può essere pericolosa per l'equitazione di campagna e il cross. Quindi, un cavallo usato per competizioni, per ragioni di sicurezza, dovrebbe indossare, se proprio è necessaria,  una martingala da caccia.
- Martingala irlandese: al contrario delle due precedenti, non controlla l'altezza della testa del cavallo, ma semplicemente impedisce che le redini scavalchino la testa a seguito di una caduta. È una striscia di cuoio con due anelli alle estremità, attraverso i quali scorrono le redini.

I pettorali di vario modello sono attrezzature usate per evitare che la sella scivoli all'indietro. Sono generalmente impiegati in specialità sportive impegnative, che richiedono andature veloci, come il completo, il salto ostacoli, il polo e la caccia alla volpe. Si usano nella monta western, a scopo decorativo più che funzionale.

## Attrezzi complementari
- Speroni
- Frusta
- Frustino